# Joseph Whitworth

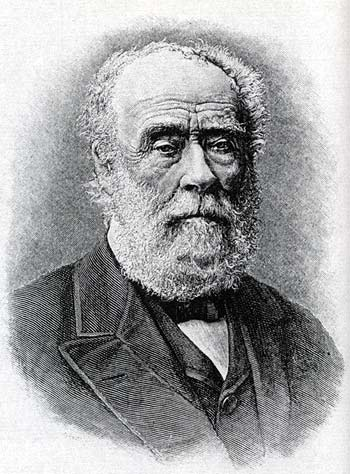
Sir Joseph Whitworth.

Sir Joseph Whitworth, född 21 december 1803 i Stockport, död 22 januari 1887 i Monte Carlo, var en engelsk ingenjör och uppfinnare.

## Biografi
Whitworth fick en övervägande praktisk utbildning i maskinyrket och öppnade 1833 i Manchester egen fabrik för tillverkning av verktygsmaskiner. Hans fabrikat i denna gren vann snart anseende som normaltyper. Han framlade 1840 sin metod för åstadkommande av fullkomligt plana skivor och ett år senare sitt enhetssystem för skruvgängor, den så kallade Whitworthgängan eller förkortad W-gängan, vilket med tiden blev en allmänt antagen industristandard. Whitworth framställde konstruktionsprinciper för ofta använda maskindelar (lager, axlar och så vidare). Dessutom konstruerade han nya mätinstrument och markeringsapparater. Vid världsutställningen år 1851 väckte han uppseende med ett instrument för mätning av differenser på en miljondels tum.
År 1854 började han experimentera med konstruktioner av eldvapen och vann snart ett namn även på detta område. Det whitworthska gevärets räffelsystem utmärktes därav, att loppets genomskärning bildade en reguljär månghörning, och Whitworths av ett särskilt slags mjukt stål tillverkade framladdningskanoner med sexkantigt spiralformigt lopp tävlade med William George Armstrongs, tills de senare avgick med segern (omkring 1860). Svårigheterna att erhålla ett för grova kanoner erforderligt stålgjutgods av tät och god kvalitet ledde Whitworth till uppfinningen av en metod att med hjälp av högt tryck komprimera flytande stål och sedan behandla detsamma i hydraulisk press. 
Whitworth invaldes i Royal Society (1857), blev hedersdoktor i Oxford och (1878) i Edinburgh samt ledamot av svenska Vetenskapsakademien (1879). Han gjorde 1868 en donation på 100 000 pund sterling till teoretisk utbildning av ingenjörer och upphöjdes till baronet 1869.